# Giunto di dilatazione

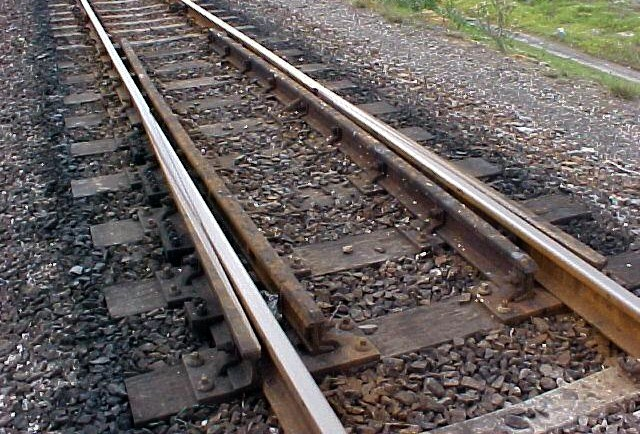
Giunti di dilatazione su binario a scartamento 1067

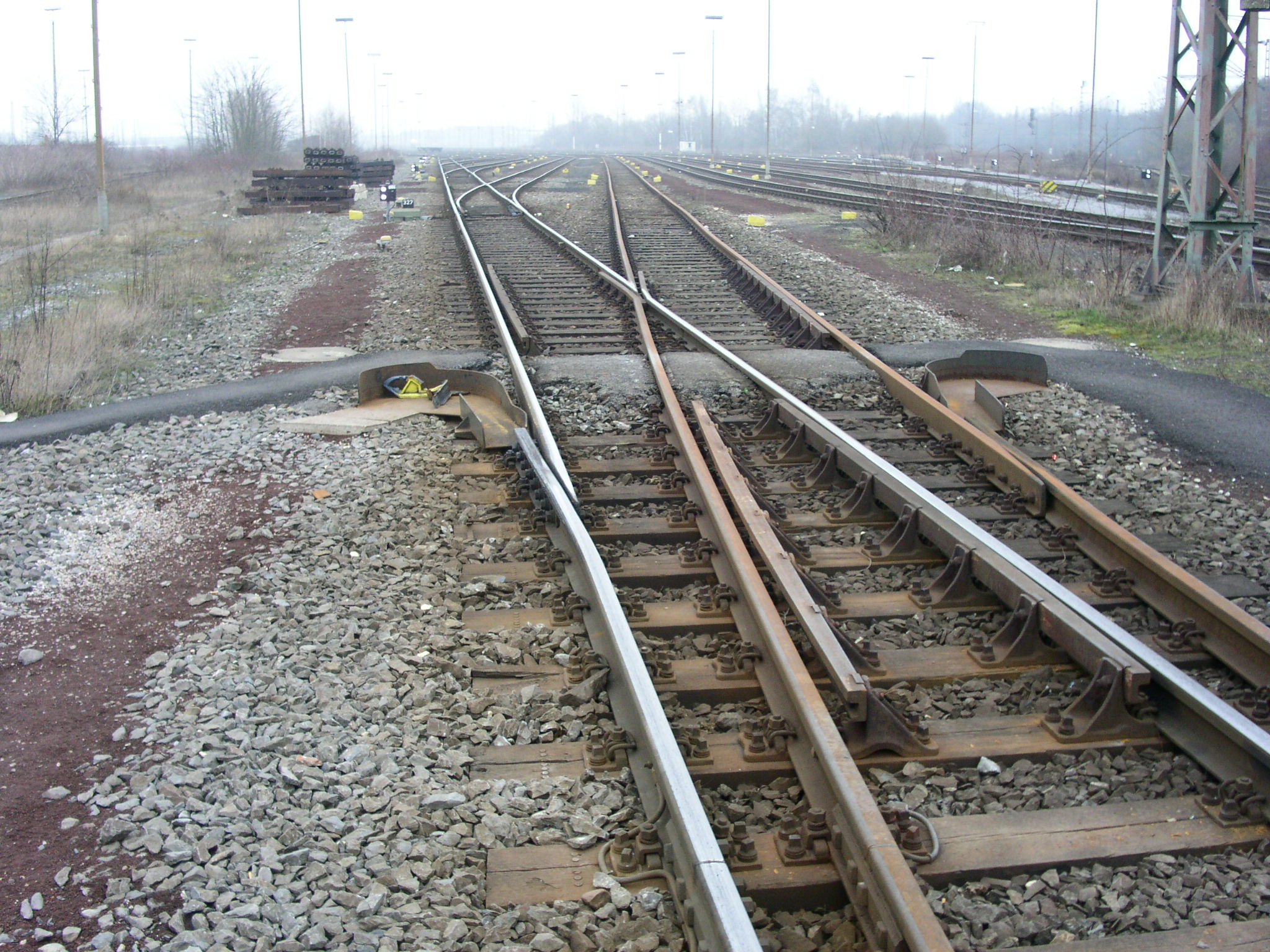
Giunti di dilatazione sui binari esterni

Il giunto di dilatazione è un dispositivo, usato nella tecnologia dell'armamento ferroviario, montato su ambedue le rotaie di un binario allo scopo di compensare le variazioni di lunghezza dello stesso determinate dall'aumento o dalla diminuzione della temperatura ambientale allo scopo di evitare deformazioni o disallineamenti delle rotaie nocivi alla sicurezza della circolazione dei treni.
I binari delle ferrovie e delle tranvie sono costituiti da rotaie in barre, di lunghezza ben definita, giuntate insieme per mezzo di dispositivi a piastre e bulloni di serraggio. In seguito all'aumento della velocità dei treni si è ricorso sempre di più alla saldatura delle rotaie in lunghe barre continue allo scopo di eliminare il caratteristico battito al passaggio dei rotabili sui giunti ma, soprattutto, per eliminare i moti parassiti che si innescano ad ogni sobbalzo, tanto più nocivi per l'assetto di marcia quanto più alta è la velocità di passaggio.
Tale tecnologia tuttavia ha dovuto affrontare il problema dell'allungamento e dell'accorciamento della tratta di binario saldata in seguito all'escursione termica stagionale e, in certe zone, anche giornaliera. Fin quando le rotaie erano giuntate, era sufficiente lasciare uno spazio minimo tra le due teste di rotaia da unire per compensare l'allungamento del binario; per fare ciò si preferiva montare i binari dopo averli fatti condizionare termicamente a lungo in loco. Con l'avvento della saldatura è stato necessario studiare un dispositivo in grado di permettere lo scorrimento in lunghezza delle rotaie, al termine di ogni lungo tratto; tale dispositivo è costituito da una sede di acciaio che consente l'allungamento della parte terminale della rotaia dirigendola verso l'esterno del binario. La testa delle rotaie della tratta successiva viene progressivamente rastremata in modo da terminare a lama di coltello. In tale maniera lo scartamento del binario viene mantenuto corretto dalle guide di acciaio delle placche sottostanti e viene compensato, sia l'allungamento determinato dall'aumento della temperatura, che l'accorciamento relativo all'abbassamento della stessa. Tali dispositivi sono montati a tratte e più frequentemente nelle località a più alta escursione termica.